# Стефанакони
Стефанакони (итал. Stefanaconi) —  коммуна в Италии, располагается в регионе Калабрия, подчиняется административному центру Вибо-Валентия.
Население составляет 2490 человек, плотность населения составляет 108 чел./км². Занимает площадь 23,23 км². Почтовый индекс — 89843. Телефонный код — 0963.
Покровителем населённого пункта считается святитель Николай, Мирликийский Чудотворец. Праздник ежегодно празднуется 6 декабря.